# Padria
Padria (sardinsky: Pàdria) je italská obec (comune) v provincii Sassari v regionu Sardinie. Nachází se ve výšce 304 metrů nad mořem a má 599 obyvatel. Rozloha obce je 48,39 km².